# Lijst van voetbalinterlands Angola - Zuid-Korea
Deze lijst van voetbalinterlands is een overzicht van alle officiële voetbalwedstrijden tussen de nationale teams van Angola en Zuid-Korea. De landen hebben tot op heden een keer tegen elkaar gespeeld. Dat was een vriendschappelijke wedstrijd op 1 maart 2006 in Seoel.

## Wedstrijden
| № | Plaats | Datum        | Competitie        | Wedstrijd           | Uitslag |
| - | ------ | ------------ | ----------------- | ------------------- | ------- |
| 1 | Seoel  | 1 maart 2006 | Vriendschappelijk | Zuid-Korea − Angola | 1 − 0   |

## Samenvatting
| Competitie        | Totaal gespeeld | Winst Angola | Gelijk | Winst Zuid-Korea | Doelsaldo Angola – Zuid-Korea |
| ----------------- | --------------- | ------------ | ------ | ---------------- | ----------------------------- |
| Vriendschappelijk | 1               | 0            | 0      | 1                | 0 − 1                         |
| Totaal            | 1               | 0            | 0      | 1                | 0 − 1                         |

Wedstrijden bepaald door strafschoppen worden, in lijn met de FIFA, als een gelijkspel gerekend.
FAF · A-internationals · Bondscoaches · Statistieken · Angolees vrouwenelftal · Olympisch elftal · Angola U21 · Angola U20 · Angola U19 · Angola U18 · Angola U17
1980 – 1989 · 
1990 – 1999 · 
2000 – 2009 · 
2010 – 2019 ·
2020 − 2029
WK 2006
1977 · 
1978 · 1979 · 
1980 · 
1981 · 
1982 · 
1983 · 
1984 · 
1985 · 
1986 · 
1987 · 
1988 · 
1989 · 
1990 · 
1991 · 
1992 · 
1993 · 
1994 · 
1995 · 
1996 · 
1997 · 
1998 · 
1999 · 
2000 · 
2001 · 
2002 · 
2003 · 
2004 · 
2005 · 
2006 · 
2007 · 
2008 · 
2009 · 
2010 · 
2011 · 
2012 · 
2013 · 
2014 ·
2015 ·
2016 ·
2017 ·
2018 ·
2019 ·
2020 ·
2021 ·
2022 ·
2023 ·
2024
Algerije ·
Argentinië ·
Bahrein ·
Benin ·
Botswana ·
Burkina Faso ·
Burundi ·
Centraal-Afrikaanse Republiek ·
Comoren ·
Congo-Brazzaville ·
Congo-Kinshasa ·
Cuba ·
Egypte ·
Equatoriaal-Guinea ·
Eritrea ·
Estland ·
Ethiopië ·
Gabon ·
Gambia ·
Ghana ·
Guinee ·
Guinee-Bissau ·
Iran ·
Ivoorkust ·
Japan ·
Kaapverdië ·
Kameroen ·
Kenia ·
Lesotho ·
Letland ·
Liberia ·
Libië ·
Madagaskar ·
Malawi ·
Mali ·
Malta ·
Marokko ·
Mauritanië ·
Mauritius ·
Mexico ·
Mozambique ·
Namibië ·
Niger ·
Nigeria ·
Noord-Macedonië ·
Oeganda ·
Portugal ·
Rwanda ·
Sao Tomé en Principe ·
Saoedi-Arabië ·
Senegal ·
Seychellen ·
Sierra Leone ·
Soedan ·
Swaziland ·
Tanzania ·
Togo ·
Tsjaad ·
Tunesië ·
Turkije ·
Uruguay ·
Venezuela ·
Verenigde Arabische Emiraten ·
Zaïre ·
Zambia ·
Zimbabwe ·
Zuid-Afrika ·
Zuid-Korea
Iran (2006) ·
Mexico (2006) ·
Portugal (2006)
KFA · A-internationals · Selecties · Bondscoaches · Zuid-Koreaans vrouwenelftal · Olympisch elftal · Zuid-Korea U21 · Zuid-Korea U20 · Zuid-Korea U19 · Zuid-Korea U18 · Zuid-Korea U17
1940 – 1949 ·
1950 – 1959 ·
1960 – 1969 ·
1970 – 1979 ·
1980 – 1989 ·
1990 – 1999 ·
2000 – 2009 ·
2010 – 2019 ·
2020 − 2029
WK 1954 · 
WK 1986 · 
WK 1990 · 
WK 1994 · 
WK 1998 · 
WK 2002 · 
WK 2006 · 
WK 2010 · 
WK 2014 · 
WK 2018
OS 1948 ·
OS 1964 ·
OS 1988 ·
OS 1992 ·
OS 1996 ·
OS 2000 ·
OS 2004 ·
OS 2008 ·
OS 2012 ·
OS 2016 ·
OS 2020
1948 ·
1949 ·
1950 · 
1951 · 1952 · 
1953 · 
1954 · 
1955 · 
1956 · 
1957 · 
1958 · 
1959 ·
1960 · 
1961 · 
1962 · 
1963 · 
1964 · 
1965 · 
1966 · 
1967 · 
1968 · 
1969 ·
1970 · 
1971 · 
1972 · 
1973 · 
1974 · 
1975 · 
1976 · 
1977 · 
1978 · 
1979 ·
1980 · 
1981 · 
1982 · 
1983 · 
1984 · 
1985 · 
1986 · 
1987 · 
1988 · 
1989 ·
1990 ·
1991 · 
1992 · 
1993 · 
1994 · 
1995 · 
1996 · 
1997 · 
1998 · 
1999 · 
2000 · 
2001 · 
2002 · 
2003 · 
2004 · 
2005 · 
2006 · 
2007 · 
2008 · 
2009 · 
2010 · 
2011 ·
2012 ·
2013 ·
2014 ·
2015 ·
2016 ·
2017 ·
2018 ·
2019 ·
2020 ·
2021 ·
2022 ·
2023 ·
2024
Afghanistan ·
Algerije ·
Angola ·
Argentinië ·
Australië ·
Bahrein ·
Bangladesh ·
België ·
Bolivia ·
Bosnië en Herzegovina ·
Brazilië ·
Brunei ·
Bulgarije ·
Burkina Faso ·
Cambodja ·
Canada ·
Chili ·
China ·
Colombia ·
Costa Rica ·
Cuba ·
Denemarken ·
Duitsland ·
Ecuador ·
Egypte ·
El Salvador ·
Engeland ·
Filipijnen ·
Finland ·
Frankrijk ·
Georgië ·
Ghana ·
Griekenland ·
Guam ·
Guatemala ·
Haïti ·
Honduras ·
Hongarije ·
Hongkong ·
IJsland ·
India ·
Indonesië ·
Irak ·
Iran ·
Israël ·
Italië ·
Ivoorkust ·
Jamaica ·
Japan ·
Jemen ·
Joegoslavië ·
Jordanië ·
Kameroen ·
Kazachstan ·
Kenia ·
Kirgizië ·
Koeweit ·
Kroatië ·
Laos ·
Letland ·
Libanon ·
Libië ·
Luxemburg ·
Macau ·
Malediven ·
Maleisië ·
Mali ·
Malta ·
Marokko ·
Mexico ·
Moldavië ·
Mongolië ·
Myanmar ·
Nederland ·
Nepal ·
Nieuw-Zeeland ·
Nigeria ·
Noord-Ierland ·
Noord-Korea ·
Noord-Macedonië ·
Noorwegen ·
Oekraïne ·
Oezbekistan ·
Oman ·
Pakistan ·
Palestina ·
Panama ·
Paraguay ·
Peru ·
Polen ·
Portugal ·
Qatar ·
Roemenië ·
Rusland ·
Saoedi-Arabië ·
Schotland ·
Senegal ·
Servië ·
Servië en Montenegro ·
Singapore ·
Slowakije ·
Soedan ·
Spanje ·
Sri Lanka ·
Syrië ·
Tadzjikistan ·
Taiwan ·
Thailand ·
Togo ·
Trinidad en Tobago ·
Tsjechië ·
Tunesië ·
Turkije ·
Turkmenistan ·
Uruguay ·
Venezuela ·
Verenigde Arabische Emiraten ·
Verenigde Staten ·
Vietnam ·
Wales ·
Wit-Rusland ·
Zambia ·
Zuid-Jemen ·
Zuid-Vietnam ·
Zweden ·
Zwitserland
Algerije (2014) · 
Australië (2015, 2) ·
België (2014) · 
Duitsland (2018) · 
Frankrijk (2006) · 
Griekenland (2010) ·
Mexico (2018) ·
Nigeria (2010) · 
Portugal (2022) · 
Rusland (2014) · 
Togo (2006) · 
Zweden (2018) ·
Zwitserland (2006)